# Yuen Shun-yi
Sunny Yuen Shun-yi en chino :袁信義, (Hong Kong, 12 de junio de 1953), también conocido como Shun-Yee Yuen, es un actor de cine, doble de acción y coordinador de acción de Hongkonés.

## Biografía
Fue el cuarto de diez hijos del artista marcial Yuen Siu-tien. Comenzó a entrenar en Kung-fu con su padre desde muy joven. Sus hermanos mayores, Yuen Woo-ping y Yuen Cheung-yan, también eran actores y directores de kung-fu.
Junto con sus hermanos apareció en muchas películas realizadas por el clan Yuen, que fue uno de los principales creadores de películas de artes marciales de Hong Kong. En la década de 1970 siguió a su hermano Yuen Woo-ping para hacer películas en Taiwán. Aunque estuvo algunos papeles principales en su carrera temprana, era más conocido por sus papeles secundarios como villanos. Hizo muchas apariciones en la serie de películas Érase una vez en China.

## Filmografía seleccionada
Como actor
- Dance of the Drunk Mantis (1979) como Foggy[3]
- The Buddhist Fist (1980) como Shang (papel principal)[3]
- Dreadnaught (1981) como White Tiger, un asesino psicótico que se esconde en unacompañía de la Ópera de Pekín[3]
- Iron Monkey (1993) como Fox

## Premios y nominaciones
Trabajó como director de acción y acrobacias en muchas películas de artes marciales y fue nominado siete veces al Hong Kong Film Award a la Mejor Coreografía de Acción.Ganó el premio en los 11ª Entrega de los Hong Kong Film Awards en 1992 por la película Érase una vez en China, junto con su hermano Yuen Cheung-yan y Lau Kar-wing.
En 2018 fue nominado al premio a la mejor coreografía de acción en los 55th Golden Horse Awards por la película Master Z: Ip Man Legacy.